# Râul Fântânele, Siret
Râul Fântânele este un curs de apă, afluent al râului Siret. 